# Gyllingnålfåglar
Gyllingnålfåglar (Lobotos) är ett litet släkte med fåglar i familjen gråfåglar inom ordningen tättingar. Släktet omfattar enbart två arter med utbredning i Afrika:
- Västlig gyllingnålfågel (L. lobatus)
- Östlig gyllingnålfågel (L. oriolinus)